# Prodegeeria japonica
Prodegeeria japonica là một loài ruồi trong họ Tachinidae.